# Interkozmosz–14
Az Interkozmosz–14 (IK-14) szovjet tudományos, geofizikai műhold, a szocialista országok közös Interkozmosz űrprogramjának egysége.

## Jellemzői
1975. december 11-én a Pleszeck űrrepülőtérről egy Interkozmosz hordozórakéta a Koszmosz-3M (11K65M) – 116. eredményes felbocsátás – segítségével indították Föld körüli, közeli körpályára. Az orbitális egység pályája 73.99 perces, 105.33 fokos hajlásszögű, elliptikus pálya-perigeuma 335 kilométer, apogeuma 1684 kilométer volt. Hasznos tömege 320 kilogramm. Energiaellátását akkumulátorok és napelemek összehangolt egysége biztosította. Feladata, felépítése, tudományos programja megegyezett az Interkozmosz–3, Interkozmosz–5, Interkozmosz–9, Interkozmosz–10, Interkozmosz–12, Interkozmosz–13  műholdakéval. Hasznos tömege 700 kilogramm. Aktív szolgálati idejét 1983. február 27-én 2634 nap után fejezte be, a Föld légkörébe érve elégett.
A műhold a Föld környezetének és légkörének kutatását folytatta. Az elektromágneses hullámok jelenlétét, hatását vizsgálta a földi légkörben. Vizsgálta a Nap hatását a Föld sarki ionoszférájában, valamint a magnetoszférában. Megfigyelésnek vetették alá a mikro-meteorok becsapódásának mennyiségét.
A Központi Fizikai Kutatóintézet (KFKI) Atomenergia Kutatóintézet neutronforrásra alapozott aktivációs analitikai módszerrel működő (kombinált mikro-meteorit-detektor) műszerével becsapódásokat vizsgáltak. A K-1-3 ésK-1-4 mikrometeorit-detektorok magyar űrbe juttatott elektronikai eszközök.

## Külső hivatkozások
- Interkozmosz–14. hso.hu. (Hozzáférés: 2012. február 15.)
- Interkozmosz–14. skyrocket.de. (Hozzáférés: 2012. február 16.)
- Interkozmosz–14. hso.hu. (Hozzáférés: 2012. február 16.)

| Elődje: Interkozmosz–13 | Interkozmosz sorozat 1969–1994 | Utódja: Interkozmosz–15 |